# Sutton (Vermont)
Sutton – miasto w Stanach Zjednoczonych, w stanie Vermont, w hrabstwie Caledonia. W spisie ludności z 2020 r. liczba ludności wynosiła 913.